# 바이엘 (기업)
바이엘 주식회사(독일어: Bayer AG 바이어 악티엔게젤샤프트[*], 독일어 발음: [ˈbaɪɐ])은 독일의 화학, 제약 기업이다. 1863년 창립되었으며, 본사는 노르트라인베스트팔렌주 레버쿠젠에 있다. 아스피린을 발명한 회사로 널리 알려져 있다. 아스피린은 1897년에 발명되었다.

## 역사

### 바이엘 역사
1863년 8월 1일 바르멘(지금의 Wuppertal 지역)에서 프리드리히 바이엘(Friedrich Bayer)과 요한 프리드리히 베스코트(Johann Friedrich Weskott)가 함께 “Friedr, bayer et comp"라는 염료 기업을 세운다. 합성염료의 제조와 판매가 목적으로, 코타르 유도체로 만든 이 염료 제품들을 다루었다. 바이엘은 화학약품 상품의 도제로 사회에 첫 발을 내디뎠지만, 스물 세 살 때에 이미 사업체를 운영하고 있었다. 1860년 사세 확장을 생각하던 바이엘과 방직업에서 일하던 베스코트가 함께 1863년 프리드리히 바이엘사를 탄생시킨 것이다.
1880년 바이엘이 세상을 떠나고 1년 뒤 베스코트도 생을 마감하였다. 바이엘의 사위인 카를 룸프는 일반인들에게 주식을 팔아 자본금을 올리면서 회사 이름을 파르벤 파브리켄 포어말스 프리드리히 바이엘사로 바꾸고 젊은 화학자들을 지원하여 육성하기 시작하였다. 이때 룸프의 후원을 받은 화학자 중 한 사람이 바로 카를 뒤스베르트(Carl Duisberg)였으며 그는 안티페브린이라는 브랜드를 새로 만들고 상표권을 취득하였고 이후 페나세틴이라는 해열제를 최초로 선보인다. 이후 Felix Hoffmann이 개발한 아스피린을 1899년 시장에 내보인다.
1914년 1차 세계 대전이 발발하면서 바이엘 역시 타격을 입는다. 외국 자산과 시장에 의존도가 컸었으나 전쟁으로 인해 접근이 불가능해지면서 염료와 제약부문 판매가 감소했다. 바이엘 러시아 자회사는 러시아 혁명으로 인해 국가로부터 몰수를 당했으며 미국에서는 1917년 특허권과 상표를 몰수당했다. 전쟁 발발과 함께 영국과 독일 사이 무역이 중단되었고, 1914년 8월 이후 몇 달 간 영국은 자국 내에 남아 있던 독일 기업 자산을 동결하거나 접수하였다. 영국 군대는 해상 봉쇄를 실시하였고 독일과 중립국 사이 무역까지 봉쇄되었다. 독일이 항복을 선언한 후 미국의 A.미첼 파머는 바이엘의 미국 내 자산을 모두 경매에 부쳤다.
1920년대 들어서 새로운 시장개척과 경쟁력 향상을 위해 바이엘은 타 기업들과 합병을 결정했다. I.G. Farbenindustrie AG(I.G.)에 자산을 양도하고 기업 상표 등록을 삭제했다. 이후 I.G.의 Leverkusen, dormagen 그리고 Uerdingen과 Elverfeld 지역으로 구성된 Lower Rhine 경영 컨소시엄에 속하여 고무와 고분자 화학 분야를 중점적으로 연구하였다. 1930년대 초반 polyacrylonitrile-butadiene-ruber(페르부난)이 Leverkusen에서 개발되고, 1937년 Otto Bayer이 폴리 우레탄을 발명했다. 게르하르트 도마크(Gerhard Domagk)는 프리츠 미타치(Fritz Mietazsch), 요제프 클라러(Joseph Klarer)와 함께 술폰아미드(설파제)의 치료작용을 발견했고 노벨상을 수상하게 된다.
2차 세계대전 이후, 1945년 연합군이 I.G.를 몰수했고 I.G.의 모든 작업 현장이 연합군의 감시 아래 놓인다. 회사는 해산되고, 회사의 자산은 전쟁 배상금으로 사용되었다. 그러나 영국이 Lower Rhine 콘소시엄 담당자가 자리를 지키는 것을 허락하여 생산 활동을 재개하였고 이후 연합군은 연합정부 법에 의거해 독일 연방 공화국에 경쟁력을 갖춘 12개의 회사를 세운다. 그 중 하나가 바로 Farbenfabriken Bayer AG였다.
1957년 바이엘은 성공적으로 석유화학 산업에 진입한다. 1964년 7월 1일 유럽에서 가장 큰 두 개 사진관련 회사가 Agfa-Gevaert AG로 합병되었다. 원활한 사업수완은 연구와 개발로 이어져 폴리 우레탄과 농작물 보호제품, polyacrylonitrile fiber Dralon과 같은 섬유질 합성섬유의 염료 등 여러 발명품들로 사업을 확장하였다. 또한 심혈관 질환 관련 약품, 피부항균, 광범위 항생 물질 등의 새로운 제품들도 개발하였다.
1973~74년 오일파동으로 화학원료 가격이 크게 상승하였음에도, 바이엘은 미국 제약회사인 Cutter Laboratories와 Miles Laboratories를 인수하면서 바이엘은 미국 제약시장에서 큰 비중을 차지한다. 1970년대부터 세계적으로 환경문제가 대두되면서 바이엘 역시 환경관련 프로젝트들을 강화했다. 1980년엔 생물학적 하수처리를 위해 Bayer Tower Biology를 레버쿠젠에 도입하기도 하였다.
바이엘사는 1994년 구 동독(Bitterfeld)에 아스피린 공장을 설립&생산하게 된다. 또한 1990년에는 토론토의 Polysar Rubber Co. 인수합병과 더불어 세계 최대 고무 원료 공급회사가 되었다. Sterling Winthrop사의 자가치료(self-medication) 사업부를 인수함으로써 미국에서 바이엘 상표를 75년 만에 획득하고, 바이엘 크로스 로고의 자체적인 이름으로 운영할 수 있게 되었으며, 1995년 Miles In에서 독립해 ‘바이엘’로 사업을 운영하게 되었다. 또한 일본 간사이에 연구소를 설립함으로써, 유럽, 북미와 함께 3대 제약연구소를 설립한다.
21세기 주요사건들을 살펴보면, 2000년 Lyondell Chemical Co.의 인수로 세계 최대 폴리우레탄 원료 생산 업체가 되었으며, 2001년 Aventis CropScience Co. 인수합병을 하였고, 이후 2002~03년에 바이엘은 회사의 그룹들을 재정비하였다. 특히나 2003년 WHO에서 아스피린 유효성분(acetylsalicylic acid) 필수약품 목록 등록하기도 하였다. 2005년 Lanxess Co. 매각하였고, Roche 소비자 건강 사업부 인수함으로써 세계 3대 일반 의약품 업체되었으며 2006년 Schering Co. 인수합병하였다. 2013년 바이엘 창립 150주년 맞았다.
2014년 5월, 미국 제약회사인 MERK사의 일반의약품 사업부를 인수하며, 머크사의 자외선차단제 '코퍼톤'이나 알레르기 치료제 '클라리틴' 같은 브랜드도 함께 바이엘사로 넘어올 예정이다.
2016년 9월 14일, 미국 최대 종자회사인 몬산토사를 인수하는 데에 합의했다.

## 로고
첫 번째 상표는 19세기 상표로 성로렌스가 순교했던 곳의 쇠창살을 사자가 잡고 있는 모습을 형상화하고 있으며 이는 바이엘 본사의 위치(엘버펠트 지방)를 상징한다. 두 번째 상표는 날개 달린 사자와 머큐리 신이 지구본을 감고 있는 모습으로 글로벌 사업 확장을 나타낸 것이다. 1933년 2월, 지름 72m, 2,200개의 전구로 이루어진 첫 번째 바이엘 크로스가 세워진다.당시 바이엘의 회장이었던 칼 뒤스버그는 바이엘 크로스의 제막식에서 “사우스 크로스가 뱃사람들에게 등대 역할을 하듯, 바이엘 크로스는 독일 산업 자신감의 상징이 될 것입니다.”라며 의미를 전하였다고 한다. 그러나 2차 세계 대전으로 또다시 바이엘 크로스는 사라지게 된다. 두 번째 바이엘 크로스는 710개의 전구로 이루어졌으며 레버쿠젠에 세워진다. 1997년 기네스북에 “세계에서 가장 큰 회사 옥외광고”로 기록되었으며, 그 기록은 아직 깨지지 않고 있다.

## 사업분야

### 상품 분야
상품 분야는 크게 건강, 농업, 고분자 재료 분야로 구성된다. 건강 분야는 Leverkusen에 본사를 두고 있으며 질병의 예방, 진단, 치료를 위한 제품을 연구 개발, 생산, 판매한다. 동물건강관리, 소비자건강관리, 의료 관리, 제약 4개의 글로벌 분야로 구성된다. 농업 분야의 바이엘 크롭사이언스 사업은 크게 종자 보호 솔루션과 지속 가능한 농업을 지향하는 농업 분야와 해충관리 서비스 등 비농업 분야로 구성되어 있다. 고분자 재료 분야의 바이엘 재료과학은 폴리우레탄, 폴리카보네이트, 도금 및 접착제 3개 사업 단위로 구성되어 있다.

### 서비스 분야
첫 번째 서비스 분야는 IT 및 Business 서비스로 타 그룹에 경영 솔루션을 제공한다. 두 번째 서비스 분야는 테크놀로지 솔루션으로 기술개발, 프로젝트 관리 및 엔지니어링, 운영지원 및 안전 세 분야에서 솔루션을 제공한다. 마지막 서비스 분야는 환전, 보안 관련 솔루션으로 Bayer AG와 Lanxess AG와 독일화학단지 Champark의 조인트 벤처 하에 운영되고 있으며 전기, 가스 ,안전, 보안 분야에서 서비스를 제공한다.

## 세계시장 진출
바이엘은 초창기인 1881년과 1913년 사이 염료 수출로 다국적 화학 기업으로 성장하였다. 이후 1865년 뉴욕의 염료 공장 인수를 시작으로 러시아, 프랑스, 벨기에, 영국, 미국에 자회사를 설립하였다. 1970년대 미국 시장에서 중요한 입지를 다졌으며 북미와 아시아태평양 지역의 매출 또한 증가하였다. 현재 150여개국, 289개의 회사를 가지고 있으며 유럽 지역이 매출의 가장 큰 비중을 차지하고 있다. 2013년 기준 유럽지역의 매출은 15,083백만 유로로 매출의 38%를 차지하고 있으며 북아메리카와, 아시아-태평양 지역이 각각 20%가 넘는 비중으로 매출을 차지한다.

## 바이엘 코리아

### 개요
바이엘코리아는 1955년 작물 보호 사업을 시작으로 한국 시장에 진출하였다. 헬스케어, 크롭사이언스, 멀티리얼사이언스 세 가지 사업을 하고있다. 1972년 한국바이엘약품㈜가 설립되어 의약품 생산을 개시한다. 이후 ㈜미성, ㈜세원기업을 인수하여 2003년 바이엘 크롭사이언스가 설립되고 2005년 바이엘 코리아로 통합된다. 바이엘은 한국에 5곳의 공장시설 및 연구소를 보유하고 있다. 안성에 바이엘 헬스케어 제약 공장이, 안산에 동물의약품 공장이 위치하고 있으며 김해에는 바이엘 머티리얼 사이언스 공장이 위치하고 있다. 평택에는 바이엘 크롭사이언스의 연구소가, 대전에는 바이엘 크롭사이언스의 생산시설이 위치해 있다.

## 참고 문헌
- “아스피린의 역사”,다이어무이드 제프리스, 김승욱 옮김, 동아일보사, 2004, 서울